# Institut Michel-Serres
L’Institut Michel-Serres est un institut interdisciplinaire de recherche et de réflexion sur les ressources et les biens communs, fondé en 2012 à Lyon sous le parrainage du philosophe et épistémologue Michel Serres. 
L'institut est implanté à Lyon, où il bénéficie d'un partenariat privilégié avec l'École normale supérieure de Lyon.

## Historique
L'institut est né en 2012 de la volonté de chercheurs de différents domaines (biologie, philosophie, écologie, géographie, sociologie...) de travailler ensemble au sein d'un institut d'écologie pluridisciplinaire d’envergure internationale autour des deux thèmes cruciaux de ressources et de biens communs. L'idée de cet institut germa à la suite de l'organisation d'un grand  colloque international sur le thème des ressources à l'ENS Lyon  en mai 2011 qui compta notamment la présence de Michel Serres. Un an plus tard, l'institut était inauguré et prit le nom du philosophe et académicien qui en devint le parrain (honorary fellow) ; le colloque inaugural eut lieu les 27 et 28 septembre 2012.

## Buts et missions
Selon son site officiel, la mission principale de l'institut est d'« accroitre la compréhension humaine des ressources naturelles et en concevoir une utilisation efficace et responsable pour le bien de tous. L"institut se donne pour mission de travailler à améliorer l’état durable de nos sociétés par l’analyse, la surveillance et la gestion intégrées des ressources (production, distribution, accès et circulation) ».  La démarche scientifique que revendique l'Institut est d’apporter une cohérence globale dans la compréhension de l’enjeu des ressources. Son ambition est d'être un acteur dont l'utilité et l'originalité seraient de fédérer et de croiser les différentes approches scientifiques sur ce thème central des ressources.
Le constat de base du travail de l'institut est le suivant : « The historical foundations and challenges of human history are largely about our contrasting relationship to natural resources. Taking this into account first is a condition in properly addressing other critical issues, such as climate deregulation, biodiversity, poverty, demography » (« Les fondements historiques et les enjeux de l'histoire humaine sont intrinsèquement liés à notre rapport complexe aux ressources naturelles. Avoir conscience de ce fait est la condition nécessaire au traitement des autres problèmes majeurs, comme le dérèglement climatique, la crise de la biodiversité, la pauvreté ou la démographie »).
Sur ces bases, l'Institut se donne trois grandes missions : 
- « On ne gère bien que ce que l’on comprend bien »

1re mission : interroger conceptuellement la problématique des ressources naturelles, au regard des agendas et des cadrages actuels sur les changements climatiques, les énergies, la biodiversité, la sécurité alimentaire.
- « On ne gère bien que ce que l’on mesure clairement »

2e mission : produire les outils pour le monitoring en temps réel et la gestion adaptative et durable des ressources au niveau régional, en liaison avec l'évolution des contextes et des instruments juridiques, normatifs et financiers.
- « On ne gèrera bien que si l’on gouverne autrement »

3e mission : proposer des alternatives au système actuel de gouvernance (Organisation mondiale du commerce, Banque mondiale...) qui ont été en débat à Rio+20, en partant de la nécessité absolue d’intégrer l’économie et les activités humaines en général dans les cycles de la biosphère.

## Membres
Parrain : Michel Serres. 
Membres fondateurs : Olivier Faron (historien, directeur général de l'ENS Lyon), Ioan Negrutiu (professeur de biologie, ENS Lyon), Wendy Leeds-Hurwitz (professeure de communication, université du Wisconsin), Michel Morvan (professeur d'informatique, directeur honoraire de l'institut d'étude des systèmes complexes), Violette Rey (professeure de géographie, ENS de Lyon).
L'« Advisory board » ou conseil scientifique (présidé par Jacques Samarut, président de l'ENS Lyon) : Geneviève Ferone (Senior Vice-Président du développement durable, Véolia), Philippe Fremaux (président d’Alternatives économiques), Pablo Jensen (directeur de l'Institut des systèmes complexes de Lyon), Marie-Claude Maurel (administratrice de l'Institut universitaire de France), Laurence Roudart (Centre of International cooperation and development research, université libre de Bruxelles), Nils Christian Stenseth (directeur du Centre of Ecological and Evolutionary Synthesis, université d'Oslo), Jean-Louis Weber (Special Adviser, Agence européenne pour l'environnement). 
Équipe opérationnelle de l'École normale supérieure de Lyon (équipe dirigée par Ioan Negrutiu) : Anne Chemin-Roberty, Jean-Louis Duclos, Fabien Milanovic, Hubert Pinon.

## Partenaires fondateurs
- Le Center for Ecological and Evolutionary Synthesis (CEES), dirigé par le professeur Nils C. Stenseth, université d'Oslo, Norvège ;

- Le programme européen de recherche en droit « Lascaux » dirigé par le professeur François Collart Dutilleul, université de Nantes) ;

- La Crawford School of Public Policy (université nationale australienne, Canberra, Australie) dirigée par le professeur Robert Costanza ;

- Le Laboratoire montpellierain d’économie théorique et appliquée (LAMETA), dirigé par Jean-Michel Salles (directeur de recherches au CNRS) ;

- Le Department of Plant Systems Biology and Bioinformatics, dirigé par le professeur Dirk Inzé, Université de Gand (Belgique) ;

- Le Norman Borlaug Institute (université de Nottingham /Rothamstead RC), dirigée par le professeur Malcolm Elliot ;

- Le Center for Intercultural Dialogue (CID), Council of Communication Associations, dirigé par le professeur Wendy Leeds-Hurwitz, université du Wisconsin, USA ;

- L'École polytechnique fédérale de Lausanne (EPFL), localisée en Suisse, en la personne du professeur Philippe Gillet ;

- L'University of Agricultural Sciences and Veterinary Medicine Cluj-Napoca (USAMV), Roumanie, par le professeur Doru Pamfil ;

- et l’École normale supérieure de Lyon (départements de biologie, géologie, informatique, géographie, sciences sociales), et l'Institut des systèmes complexes qui y est rattaché, sous la coordination du professeur Ioan Negrutiu.

### Source(s)
- « Inauguré à Lyon, l'institut Michel-Serres veut éclairer les politiques », Le Progrès,‎ 28 septembre 2012 (lire en ligne)
- « Les Ressources » Les colloques de l’Institut universitaire de France, I. Negrutiu, N. Del Fatti, J-P. Bravard, C.Vieira (Eds.), PUSE Saint-Étienne, 2011.
- Monika Dittrich, Stefan Giljum, Stephan Lutter et Christine Polzin, « Green economies around the world - Implications of resource use for development and the environment », United Nations Industrial Development Organization (UNIDO),‎ 2012 (lire en ligne)
- Inauguration de l'Institut annoncé sur le site de l'Université de Lyon ;
- Humanité Biodiversite annonce la création de L'institut
- le futur Institut Michel-Serres en résidence à l'Institut des systèmes complexes (IXXI) ;
- "Natural capital/Computational sustainability/Environmental modeling"  Séminaire organisé à l'IXXI en collaboration avec les partenaires de l'Institut;
- "Gestion des ressources naturelles et besoins fondamentaux" Séminaire organisé à Nantes avec la participation de l'Institut Michel Serres.